# Язьвіни (Сілезьке воєводство)
Язьвіни (пол. Jaźwiny) — село в Польщі, у гміні Мстув Ченстоховського повіту Сілезького воєводства.
Населення — 141 особа (2011).
У 1975—1998 роках село належало до Ченстоховського воєводства.

## Демографія
Демографічна структура станом на 31 березня 2011 року:
|          | Загалом | Допрацездатний вік | Працездатний вік | Постпрацездатний вік |
| -------- | ------- | ------------------ | ---------------- | -------------------- |
| Чоловіки | 73      | 20                 | 48               | 5                    |
| Жінки    | 68      | 10                 | 42               | 16                   |
| Разом    | 141     | 30                 | 90               | 21                   |